# Civitavecchia
Civitavecchia är en ort och kommun i storstadsregionen Rom, innan 2015 provinsen Rom, i regionen Lazio i Italien. Kommunen hade 52 716 invånare (2018) och gränsar till kommunerna Allumiere, Santa Marinella och Tarquinia.
Civitavecchia har en stor hamn för passagerarfartyg som går till bland annat Sardinien, Palermo, Barcelona, Toulon och Tunisien.

## Kyrkobyggnader i urval
- San Francesco
- Santa Maria dell'Orazione e Morte
- Santi Martiri Giapponesi
- Santa Vergine delle Grazie